# HALF H・P STUDIO
株式会社ハーフエイチピースタジオ（英: HALF H・P STUDIO Co., Ltd）は、アニメーションの音響制作、海外映像作品の日本語版制作、オーディオドラマの制作、録音・マルチオーディオスタジオの運営を主な業務とする日本の企業である。株式会社エイティワンプロデュースの完全子会社。日本音声製作者連盟、日本ポストプロダクション協会正会員、日本音楽著作権協会加盟。

## 沿革
- 1984年（昭和59年）1月 - 有限会社81音楽出版（エイティワンおんがくしゅっぱん）として設立。
- 1991年（平成3年）11月 - 有限会社HALF H・P（ハーフエイチピー）に社名変更。
- 1995年（平成7年）6月 - 株式会社に組織変更を行い、現在の社名に変更。

## 主な作品実績

### 音響制作

#### テレビアニメ
1997年
- ポケットモンスターシリーズ

2002年
- デュエル・マスターズシリーズ

2007年
- 天元突破グレンラガン
- デルトラ・クエスト

2009年
- メタルファイト ベイブレードシリーズ

2010年
- バクマン。シリーズ

2011年
- カードファイト!! ヴァンガードシリーズ
- クロスファイト ビーダマンシリーズ

2012年
- メタルファイト ベイブレード ZEROG

2013年
- ビーストサーガ
- 団地ともお
- 弱虫ペダルシリーズ
- てさぐれ部活ものシリーズ

2014年
- フューチャーカード バディファイトシリーズ
- ドラゴンコレクション

2015年
- アイドルマスター シンデレラガールズ
- おまかせ!みらくるキャット団
- かみさまみならい ヒミツのここたま ※台詞収録はプロセンスタジオ

2016年
- ベイブレードバーストシリーズ ※台詞収録はスリーエススタジオ
- カミワザ・ワンダ
- こねこのチーシリーズ
- この素晴らしい世界に祝福を! ※台詞収録はプロセンスタジオ

2017年
- URAHARA
- エロマンガ先生
- トミカハイパーレスキュー ドライブヘッド 機動救急警察
- この素晴らしい世界に祝福を!2 ※台詞収録はスタジオT&T
- 冴えない彼女の育てかた♭
- THE REFLECTION
- シルバニアファミリー ミニストーリー
- シンデレラガールズ劇場シリーズ
- BanG Dream!
- Fate/Apocrypha
- リトルウィッチアカデミア
- 笑ゥせぇるすまんNEW

2018年
- 異世界魔王と召喚少女の奴隷魔術
- ウマ娘 プリティーダービー
- 音楽少女
- ガイコツ書店員 本田さん
- 逆転裁判 Season2 - 第1作はトリニティサウンドが担当。
- キャラとおたまじゃくし島
- キラキラハッピー★ ひらけ!ここたま
- キラッとプリ☆チャン
- 刻刻
- 3D彼女 リアルガール
- 青春ブタ野郎はバニーガール先輩の夢を見ない
- ゾイドワイルド
- 蒼天の拳 REGENESIS
- 中間管理録トネガワ
- テレビ野郎 ナナーナ
- BAKUMATSU
- ポチっと発明 ピカちんキット
- メジャーセカンド
- ゆるキャン△
- ラディアン
- ヲタクに恋は難しい

2019年
- うちの娘の為ならば、俺はもしかしたら魔王も倒せるかもしれない。
- 賭ケグルイ××
- KING OF PRISM -Shiny Seven Stars-
- 爆丸バトルプラネット（テレビ東京開局55周年記念作品）※台詞収録はスタジオドンファン
- ゾイドワイルドZERO
- MIX
- ひとりぼっちの○○生活
- 約束のネバーランド

2021年
- 古見さんは、コミュ症です。
- IDOLY PRIDE
- ゆるキャン△ SEASON2
- カノジョも彼女
- シャドーハウス
- 妖怪ウォッチ♪
- MUTEKING THE Dancing HERO

2022年
- 群青のファンファーレ
- ようこそ実力至上主義の教室へ 2nd Season - 第1期のみ、ダックスプロダクションが担当。
- シャドーハウス 2nd Season
- ぼっち・ざ・ろっく!

2023年
- BEYBLADE X ※台詞収録はオムニバス・ジャパン CREATORS HUB@Sampunzaka

2024年
- 菜なれ花なれ
- 甘神さんちの縁結び

2025年
- わたしが恋人になれるわけないじゃん、ムリムリ!（※ムリじゃなかった!?）

#### 劇場アニメ
1998年
- 劇場版ポケットモンスターシリーズ ※一部の台詞収録はアオイスタジオ

2008年
- 劇場版MAJOR メジャー 友情の一球
- 劇場版 天元突破グレンラガン 紅蓮篇
- 真救世主伝説 北斗の拳ZERO ケンシロウ伝

2009年
- 劇場版 天元突破グレンラガン 螺巌篇

2010年
- デュエル・マスターズ 炎のキズナXX!!
- 劇場版メタルファイト ベイブレードVS太陽 灼熱の侵略者ソルブレイズ

2012年
- バイオハザード ダムネーション
- 鉄拳 ブラッド・ベンジェンス

2014年
- 劇場版プリティーシリーズ

2015年
- リトルウィッチアカデミア 魔法仕掛けのパレード
- 劇場版 弱虫ペダルシリーズ

2016年
- KING OF PRISMシリーズ

2017年
- 映画 かみさまみならい ヒミツのここたま 奇跡をおこせ♪テップルとドキドキここたま界

2018年
- 君の膵臓をたべたい
- えんぎもん
- Midnight Crazy Trail

2019年
- バースデー・ワンダーランド
- LAIDBACKERS-レイドバッカーズ-
- キャプテン・バル
- この素晴らしい世界に祝福を!紅伝説 ※台詞収録はグロービジョン九段スタジオ

2024年
- i☆Ris the Movie - Full Energy!! -

#### ゲーム
2020年
- ディズニー ツイステッドワンダーランド

### 吹替制作
※特記のないものはソフト版、もしくは全てのバージョンを担当。
- アイガー北壁 ※BSテレ東版
- ある日どこかで ※BSテレ東版
- アイランド
- エクスペンダブルズ1,3
- オール・ユー・ニード・イズ・キル
- ボウリング・フォー・コロンバイン ※テレビ東京版
- きかんしゃトーマス ※テレビ東京版、NHK版
- きっと、うまくいく ※BSジャパン版
- キャメラを止めるな!
- コンスタンティン
- ジャングル・クルーズ
- シリアナ
- ゼロ・グラビティ
- 大統領の執事の涙
- ダークナイト
- 太陽がいっぱい ※テレビ東京版
- デンジャラス・ラン ※BSジャパン版
- トゥモローランド
- ハイスクール・ミュージカル
- バック・トゥ・ザ・フューチャーシリーズ ※BSジャパン版
- プリズナーズ ※BSジャパン版
- プロジェクトA ※WOWOW版
- IT/イット “それ”が見えたら、終わり。
- RED/レッド
- REDリターンズ

## その他
- 天才てれびくんシリーズ
  - 天才てれびくん（無印）〜天才てれびくんMAX - ボイス協力（CGキャラクターの声担当の一部）
  - 大!天才てれびくん - ナレーション協力
  - let's天才てれびくん「どちゃもん」ドラマ - ボイス協力
    - どちゃもんあさめしまえ - ボイス協力
    - どちゃもんじゅにあ - ボイス協力

  - 天才てれびくんYOU「もじもん」ドラマ - ボイス協力
  - 天才てれびくんhello,「電空」 - ボイス協力
  - 天才てれびくん（新無印） - 「ジオ物語」 - ボイス協力
- ビットシリーズ
  - 天才ビットくん - ナレーション・ボイス協力
  - ビットワールド - ナレーション・ボイス協力

## 関連人物
- 高寺たけし
- 今泉雄一
- 藤田亜紀子
- 渡辺淳